# Condado de Góra
Nota linguística: Não confundir hrabstwo (condado) com powiat (divisão administrativa)..
Góra (polaco: powiat górowski) é um powiat (condado) da Polónia, na voivodia de Baixa Silésia. A sede é a cidade de Góra. Estende-se por uma área de 738,11 km², com 36 630 habitantes, segundo os censos de 2005, com uma densidade 49,63 hab/km².

## Divisões admistrativas
O condado possui:
Comunas urbana-rurais: Góra, Wąsosz
Comunas rurais: Jemielno, Niechlów
Cidades: Góra, Wąsosz

## Demografia
População (dados de 30 de Junho de 2005):
|          | Total   | Total | Mulheres | Mulheres | Homens  | Homens |
| -------- | ------- | ----- | -------- | -------- | ------- | ------ |
|          | pessoas | %     | pessoas  | %        | pessoas | %      |
| Total    | 36 630  | 100   | 18 591   | 50,8     | 18 039  | 49,2   |
| Cidades  | 15 473  | 100   | 7978     | 51,6     | 7495    | 48,4   |
| Povoados | 21 157  | 100   | 10 613   | 50,2     | 10 544  | 49,8   |